# Ken Skupski
Ken Skupski (* 9. dubna 1983 Liverpool) je britský profesionální tenista, hrající levou rukou. Jeho mladším bratrem je tenista Neal Skupski, s nímž od roku 2013 opakovaně nastoupil do čtyřhry. Ve své dosavadní kariéře na okruhu ATP Tour vyhrál sedm deblových turnajů. Na challengerech ATP a okruhu ITF získal jeden titul ve dvouhře a čtyřicet šest trofejí ve čtyřhře.
Na žebříčku ATP byl ve dvouhře nejvýše klasifikován v červnu 2008 na 524. místě a ve čtyřhře pak v červenci 2010 na 44. místě. Trénují ho Louis Cayer, Sean Dunstan a Anthony Hardman.
Na nejvyšší grandslamové úrovni si zahrál čtvrtfinále mužské čtyřhry i mixu ve Wimbledonu 2017. Na Hrách Commonwealthu 2010 v Dillí vybojoval s Rossem Hutchinsem stříbrnou medaili v mužské čtyřhře. Po boku Sarah Borwellové startoval ve smíšené soutěži, z níž si odvezli bronzový kov. V květnu 2007 absolvoval Louisianskou státní univerzitu.
V britském daviscupovém týmu debutoval v roce 2010 prvním kolem 2. skupiny zóny Evropy a Afriky proti Litvě, v němž vyhrál s Colinem Flemingem čtyřhru. Britové zvítězili 3:2 na zápasy. Do dubna 2021 v soutěži nastoupil ke dvěma mezistátním utkáním s bilancí 0–0 ve dvouhře a 2–0 ve čtyřhře.

## Tenisová kariéra
V hlavní soutěži okruhu ATP World Tour debutoval na londýnském Queen's Club Championships 2009, kde do čtyřhry nastoupil s krajanem Colinem Flemingem. Na úvod porazili rumunský pár Andrei Pavel a Horia Tecău. Ve druhé fázi přešli přes americká dvojčata Bryanovi, aby je poté vyřadil Polák Łukasz Kubot s Rakušanem Oliverem Marachem. Premiérovou trofej si připsal s Flemingem na zářijovém Open de Moselle 2009 v Metách po finálové výhře nad Francouzi Arnaudem Clémentem a Michaëlem Llodrou.
Debut v hlavní soutěži nejvyšší grandslamové kategorie zaznamenal v mužském deblu Wimbledonu 2008. S krajanem Richardem Bloomfieldem však v úvodním kole nenašli recept na třinácté nasazené Františka Čermáka s Jordanem Kerrem.
První společnou akci na túře ATP odehrál s bratrem Nealem Skupskim na moskevském Kremlin Cupu 2013. Ve čtvrtfinále sourozenci porazili nejvýše nasazenou dvojici Max Mirnyj a Horia Tecău. Ve finálovém utkání pak podlehli rusko-uzbeckému páru Michail Jelgin a Denis Istomin až po dramatickém supertiebreaku, který ztratili poměrem míčů 12–14. Čtvrtý titul v této úrovni tenisu, a první od února 2011, přišel na montpellierském Open Sud de France 2018, kde opět s mladším bratrem zdolali v závěrečném duelu japonsko-francouzskou dvojici Ben McLachlan a Hugo Nys ve dvou setech. Navázali tak na týden starý triumf z francouzského challengeru v Quimperu.
Z travnatého finále na Nature Valley International 2018 v Eastbourne odešli poraženi od krajanů startujících na divokou kartu Luka Bambridge a Jonnyho O'Mary, z nichž ani jeden před turnajem nevyhrál na túře ATP žádný zápas. Další finálová prohra následovala na antukovém Moselle Open 2018 v Metách od francouzských turnajových jedniček Nicolase Mahuta s Édouardem Rogerem-Vasselinem.

## Finále na okruhu ATP World Tour
| Legenda                   |
| D – dvouhra; Č – čtyřhra  |
| Grand Slam (0)            |
| Turnaj mistrů (0)         |
| ATP Tour Masters 1000 (0) |
| ATP Tour 500 (1–0 Č)      |
| ATP Tour 250 (6–10 Č)     |

### Čtyřhra: 16 (6–10)
| Stav      | č.  | datum             | turnaj                         | povrch    | spoluhráč      | soupeři ve finále                    | výsledek               |
| --------- | --- | ----------------- | ------------------------------ | --------- | -------------- | ------------------------------------ | ---------------------- |
| Vítěz     | 1.  | 22. září 2009     | Mety, Francie                  | tvrdý (h) | Colin Fleming  | Arnaud Clément Michaël Llodra        | 2–6, 6–4, [10–5]       |
| Vítěz     | 2.  | 1. listopadu 2009 | Petrohrad, Rusko               | tvrdý (h) | Colin Fleming  | Jérémy Chardy Richard Gasquet        | 2–6, 7–5, [10–4]       |
| Finalista | 1.  | 19. června 2010   | Eastbourne, Spojené království | tráva     | Colin Fleming  | Mariusz Fyrstenberg Marcin Matkowski | 3–6, 7–5, [8–10]       |
| Vítěz     | 3.  | 20. února 2011    | Marseille, Francie             | tvrdý (h) | Robin Haase    | Julien Benneteau Jo-Wilfried Tsonga  | 6–3, 6–7(4–7), [13–11] |
| Finalista | 2.  | 22. června 2012   | Eastbourne, Spojené království | tráva     | Jamie Delgado  | Colin Fleming Ross Hutchins          | 3–6, 4–6               |
| Finalista | 3.  | 29. července 2012 | Los Angeles, USA               | tvrdý     | Jamie Delgado  | Ruben Bemelmans Xavier Malisse       | 6–7(5–7), 6–4, [7-10]  |
| Finalista | 4.  | 19. října 2013    | Moskva, Rusko                  | tvrdý (h) | Neal Skupski   | Michail Jelgin Denis Istomin         | 2–6, 6–1, [12–14]      |
| Finalista | 5.  | 13. srpna 2016    | Los Cabos, Mexiko              | tvrdý     | Jonatan Erlich | Purav Radža Divij Šaran              | 6–7(4–7), 6–7(3–7)     |
| Vítěz     | 4.  | 5. února 2018     | Montpellier, Francie           | tvrdý (h) | Neal Skupski   | Ben McLachlan Hugo Nys               | 7–6(7–2), 6–4          |
| Finalista | 6.  | 1. července 2018  | Eastbourne, Spojené království | tráva     | Neal Skupski   | Luke Bambridge Jonny O'Mara          | 5–7, 4–6               |
| Finalista | 7.  | 23. září 2018     | Mety, Francie                  | tvrdý (h) | Neal Skupski   | Nicolas Mahut Édouard Roger-Vasselin | 1–6, 5–7               |
| Finalista | 8.  | únor 2019         | Delray Beach, Spojené státy    | tvrdý     | Neal Skupski   | Bob Bryan Mike Bryan                 | 6–7(5–7), 4–6          |
| Finalista | 9.  | duben 2019        | Houston, Spojené státy         | antuka    | Neal Skupski   | Santiago González Ajsám Kúreší       | 6–3, 4–6, [6–10]       |
| Vítěz     | 5.  | duben 2019        | Budapešť, Maďarsko             | antuka    | Neal Skupski   | Marcus Daniell Wesley Koolhof        | 6–3, 6–4               |
| Finalista | 10. | květen 2019       | Lyon, Francie                  | antuka    | Neal Skupski   | Ivan Dodig Édouard Roger-Vasselin    | 4–6, 3–6               |
| Vítěz     | 6.  | březen 2021       | Acapulco, Mexiko               | tvrdý     | Neal Skupski   | Marcel Granollers Horacio Zeballos   | 7–6(7–3), 6–4          |
| Vítěz     | 7.  | 3. října 2021     | Sofia, Bulharsko               | tvrdý (h) | Jonny O'Mara   | Oliver Marach Philipp Oswald         | 6–3, 6–4               |

## Tituly na challengerech ATP a okruhu Futures
| Legenda                      |
| ---------------------------- |
| Challengery (0–0 D; 31–23 Č) |
| Futures (1–1 D; 15–5 Č)      |

### Dvouhra (1 titul)
| č. | datum       | turnaj           | povrch  | poražený finalista      | výsledek |
| -- | ----------- | ---------------- | ------- | ----------------------- | -------- |
| 1. | května 2008 | Heráklion, Řecko | koberec | David Cañudas-Fernández | 6–3, 6–3 |

### Čtyřhra (46 titulů)
| č.  | datum          | turnaj                           | povrch      | spoluhráč          | poražení finalisté                          | výsledek              |
| --- | -------------- | -------------------------------- | ----------- | ------------------ | ------------------------------------------- | --------------------- |
| 1.  | srpna 2004     | Wrexham, Spojené království      | tvrdý       | Richard Bloomfield | Josh Goodall Miles Kasiri                   | 6–2, 6–4              |
| 2.  | září 2007      | Foxhills, Spojené království     | tvrdý       | Robert Searle      | Jaoki Išii Satoši Iwabuči                   | 4–6, 6–3, 6–4         |
| 3.  | září 2007      | Falun, Švédsko                   | tvrdý (h)   | Ralph Grambow      | Raphael Durek Pablo Figueroa                | 6–4, 6–2              |
| 4.  | října 2007     | Glasgow, Spojené království      | tvrdý (h)   | Josh Goodall       | Ladislav Chramosta Dan Evans                | 7–6(7–5), 7–6(9–7)    |
| 5.  | listopadu 2007 | Redbridge, Spojené království    | tvrdý (h)   | Josh Goodall       | Ruben Bemelmans Niels Desein                | 5–7, 7–6(7–3), [10–5] |
| 6.  | ledna 2008     | Sunderland, Spojené království   | tvrdý (h)   | Richard Bloomfield | Ralph Grambow Tom Rushby                    | 6–1, 6–4              |
| 7.  | března 2008    | Saint Pete, Spojené království   | tvrdý (h)   | Ralph Grambow      | Neil Bamford Josh Goodall                   | 7–6(9–7), 6–3         |
| 8.  | května 2008    | Bournemouth, Spojené království  | antuka      | Ludovic Walter     | Edward Seator Daniel Smethurst              | 7–6(7–2), 2–6, [10–6] |
| 9.  | října 2008     | Glasgow, Spojené království      | tvrdý (h)   | Colin Fleming      | Ivan Cerović Daniel Danilovic               | 6–4, 6–4              |
| 10. | listopadu 2008 | Campden Hill, Spojené království | tvrdý (h)   | Colin Fleming      | Ivan Cerović Daniel Danilovic               | 6–4, 7–6(9–7)         |
| 11. | listopadu 2008 | Sunderland, Spojené království   | tvrdý (h)   | Colin Fleming      | Ivan Cerović Daniel Danilovic               | 6–2, 6–1              |
| 1.  | listopadu 2008 | Jersey, Spojené království       | tvrdý (h)   | Colin Fleming      | Chris Guccione Márcio Torres                | 6–3, 6–2              |
| 12. | února 2009     | Abidžan, Pobřeží slonoviny       | tvrdý       | Colin Fleming      | Pierre-Ludovic Duclos Andreas Haider-Maurer | 6–3, 7–6(7–3)         |
| 2.  | února 2009     | Wolfsburg, Německo               | koberec (h) | Travis Rettenmaier | Sergej Bubka Alexandr Kudrjavcev            | 6–3, 6–4              |
| 13. | března 2009    | Bath, Spojené království         | tvrdý (h)   | Colin Fleming      | Fritz Wolmarans Michael Yani                | 6–4, 6–4              |
| 3.  | května 2009    | Cremona, Itálie                  | tvrdý       | Colin Fleming      | Daniele Bracciali Alessandro Motti          | 6–2, 6–1              |
| 4.  | srpna 2009     | Granby, Kanada                   | tvrdý       | Colin Fleming      | Amir Hadad Harel Levy                       | 6–3, 7–6(8–6)         |
| 5.  | října 2009     | Orléans, Francie                 | tvrdý (h)   | Colin Fleming      | Sébastien Grosjean Olivier Patience         | 6–1, 6–1              |
| 6.  | března 2010    | Jersey, Spojené království (2)   | tvrdý (h)   | Rohan Bopanna      | Jonathan Marray Jamie Murray                | 6–2, 2–6, [10–6]      |
| 7.  | června 2010    | Nottingham, Spojené království   | tráva       | Colin Fleming      | Eric Butorac Scott Lipsky                   | 7–6(7–3), 6–4         |
| 8.  | února 2011     | Bergamo, Itálie                  | tvrdý (h)   | Frederik Nielsen   | Michail Jelgin Alexandr Kudrjavcev          | bez boje              |
| 9.  | července 2011  | Recanati, Itálie                 | tvrdý (h)   | Frederik Nielsen   | Federico Gaio Purav Radža                   | 6–4, 7–5              |
| 10. | října 2011     | Mons, Belgie                     | tvrdý (h)   | Johan Brunström    | Kenny de Schepper Édouard Roger-Vasselin    | 7–6(7–4), 6–3         |
| 11. | února 2012     | Bergamo, Itálie (2)              | tvrdý (h)   | Jamie Delgado      | Martin Fischer Philipp Oswald               | 7–5, 7–5              |
| 12. | května 2012    | Řím, Itálie                      | antuka      | Jamie Delgado      | Adrián Menéndez Maceiras Walter Trusendi    | 6–1, 6–4              |
| 14. | ledna 2013     | Portsmouth, Spojené království   | tvrdý (h)   | Neal Skupski       | Sam Barry Colin O'Brien                     | 3–6, 6–3, [10–5]      |
| 15. | května 2013    | Pozzuoli, Itálie                 | antuka      | Neal Skupski       | Oliver Golding Denys Mylokostov             | 6–3, 6–3              |
| 13. | červenec 2013  | Recanati, Itálie                 | tvrdý       | Neal Skupski       | Gianluigi Quinzi Adelchi Virgili            | 6–4, 6–3              |
| 14. | srpen 2013     | Segovia, Španělsko               | tvrdý       | Neal Skupski       | Michail Jelgin Uladzimir Ignatik            | 6–3, 6–7(4–7), [10–6] |
| 15. | září 2013      | Pétange, Lucembursko             | tvrdý (h)   | Neal Skupski       | Benjamin Becker Tobias Kamke                | 6–3, 6–7(5–7), [10–7] |
| 16. | září 2013      | Štětín, Polsko                   | antuka      | Neal Skupski       | Andrea Arnaboldi Alessandro Giannessi       | 6–4, 1–6, [10–7]      |
| 17. | září 2014      | İzmir, Turecko                   | tvrdý       | Neal Skupski       | Malek Džazírí Alexandr Kudrjavcev           | 6–1, 6–4              |
| 18. | listopad 2014  | Bratislava, Slovensko            | tvrdý (h)   | Neal Skupski       | Norbert Gombos Adam Pavlásek                | 6–3, 7–6(7–3)         |
| 19. | červen 2015    | Surbiton, Spojené království     | tráva       | Neal Skupski       | Marcus Daniell Marcelo Demoliner            | 6–3, 6–4              |
| 20. | červenec 2015  | Recanati, Itálie (3)             | tvrdý       | Divij Šaran        | Ilija Bozoljac Flavio Cipolla               | 4–6, 7–6(7–3), [10–6] |
| 21. | září 2015      | Saint-Rémy, Francie              | tvrdý       | Neal Skupski       | Andrej Martin Igor Zelenay                  | 6–4, 6–1              |
| 22. | únor 2016      | Bergamo, Itálie                  | tvrdý (h)   | Neal Skupski       | Nikola Mektić Antonio Šančić                | 6–3, 7–5              |
| 23. | únor 2016      | Cherbourg, Francie               | tvrdý (h)   | Neal Skupski       | Jošihito Nišioka Aldin Šetkić               | 4–6, 6–3, [10–6]      |
| 24. | září 2016      | Saint-Rémy, Francie (2)          | tvrdý       | Neal Skupski       | David O'Hare Joe Salisbury                  | 6–7(5–7), 6–4, [10–5] |
| 25. | listopad 2016  | Bratislava, Slovensko (2)        | tvrdý (h)   | Neal Skupski       | Purav Radža Divij Šaran                     | 4–6, 6–3, [10–5]      |
| 26. | květen 2017    | Benátky, Itálie                  | antuka      | Neal Skupski       | Julian Knowle Igor Zelenay                  | 5–7, 6–4, [10–5]      |
| 27. | červen 2017    | Nottingham, Spojené království   | tráva       | Neal Skupski       | Matt Reid John-Patrick Smith                | 7–6(7–1), 2–6, [10–7] |
| 28. | listopad 2017  | Bratislava, Slovensko (3)        | tvrdý (h)   | Neal Skupski       | Sander Arends Antonio Šančić                | 5–7, 6–3, [10–8]      |
| 29. | únor 2018      | Quimper, Francie                 | tvrdý (h)   | Neal Skupski       | Sander Gillé Joran Vliegen                  | 6–3, 3–6, [10–7]      |
| 30. | říjen 2019     | Mouilleron-le-Captif, Francie    | tvrdý (h)   | Jonny O'Mara       | Sander Arends David Pel                     | 6–1, 6–4              |
| 31. | listopad 2019  | Eckental, Německo                | koberec (h) | John-Patrick Smith | Sander Arends Roman Jebavý                  | 7–6(7–2), 6–4         |

## Postavení na konečném žebříčku ATP

### Dvouhra
| Rok    | 2007 | 2008   | 2009    |
| Pořadí | 910. | ▲ 559. | ▼ 1172. |

### Čtyřhra
| Rok    | 2002  | 2003    | 2004   | 2005    | 2006    | 2007   | 2008   | 2009  | 2010  | 2011  | 2012  | 2013  | 2014  | 2015   | 2016  | 2017  | 2018  | 2019  | 2020  |
| Pořadí | 1154. | ▼ 1564. | ▲ 575. | ▼ 1656. | ▲ 1614. | ▲ 495. | ▲ 241. | ▲ 54. | ▼ 77. | ▼ 90. | ▲ 52. | ▼ 77. | ▼ 90. | ▼ 100. | ▲ 77. | ▼ 87. | ▲ 56. | ▲ 53. | ▼ 56. |